# Abéché
Abéché (en àrab أبشي, Abixī) és una ciutat del Txad, capital de la regió de l'Ouaddaï i antiga capital del soldanat de Wadai (Ouaddaï). Està al sud de l'antiga capital de Wara (en francès Ouara). Està construïda en una gran plana dominada per muntanyes aïllades. Disposa d'un petit aeroport (codi IATA: AEH, codi ICAO: FTTC).
Fou fundada el 1850 i esdevingué capital del soldà a finals del segle per la sequera que afectava a Wara. Els francesos la van ocupar i hi van establir guarnició el 1909. En aquest temps tenia uns 25.000 habitants i era la ciutat més gran del territori del Txad, però unes epidèmies la van reduir a 6.000 el 1919. El soldanat tradicional fou restaurat pels francesos el 1935. Sota domini francès fou capital del departament d'Ouaddaï, i del districte d'Abéché, una de les tres subdivisions del departament. Va romandre com a capital departamental i modernament de regió. És centre comercial dels djellaba d'Omdurman i un centre de comerç de bovins, carn i cabres del tipus karakul criades a la regió veïna d'Abugudam.
El 1951 s'hi va obrir una madrassa francoàrab.
El 1989 grups de l'oposició a Habré agrupats al Sudan, sota el comandament d'Ibris Deby, van formar el Moviment de Salvació Popular i van iniciar la lluita armada. Després de conquerir Abéché, el desembre de 1990 van entrar a la capital.
El 25 de novembre del 2006 la ciutat fou conquerida per la Unió de Forces Democràtiques però l'endemà fou reconquerida per l'exèrcit nacional. Els darrers anys és centre de distribució d'ajut humanitari pels refugiats del Darfur.